# Villalbarba (kommunhuvudort)
Villalbarba är en kommunhuvudort i Spanien.   Den ligger i provinsen Provincia de Valladolid och regionen Kastilien och Leon, i den centrala delen av landet, 180 km nordväst om huvudstaden Madrid. Villalbarba ligger 719 meter över havet och antalet invånare är 152.
Terrängen runt Villalbarba är platt. Runt Villalbarba är det glesbefolkat, med 8 invånare per kvadratkilometer. Närmaste större samhälle är Toro, 17,5 km sydväst om Villalbarba. Trakten runt Villalbarba består till största delen av jordbruksmark.